# Tobias L. Kienlin
Tobias L. Kienlin ist ein deutscher Hochschullehrer und Prähistorischer Archäologe mit den Schwerpunkten Neolithikum, Metallzeiten, Siedlungs- und Landschaftsarchäologie, Archäometallurgie sowie Theorie und Kulturanthropologie.

## Wissenschaftlicher Werdegang
Kienlin studierte 1994/1995 an der University of Sheffield am Department of Archaeology mit dem Schwerpunkt Archaeomaterials und von 1995 bis 1997 Vor- und Frühgeschichte, Klassische Archäologie und Mittelalterliche Geschichte an der Eberhard Karls Universität Tübingen. 2004 wurde er in Tübingen in Ur- und Frühgeschichte summa cum laude mit der Dissertation Frühes Metall im nordalpinen Raum. Eine Untersuchung zu technologischen und kognitiven Aspekten früher Metallurgie anhand der Gefüge frühbronzezeitlicher Beile (Betreuer: Manfred K. H. Eggert und Barbara S. Ottaway) promoviert. Es folgten 2004 bis 2007 PostDoc-Projekte an der Johann Wolfgang Goethe-Universität Frankfurt am Main, der Universität Leipzig und der Eberhard Karls Universität Tübingen sowie 2007 bis 2012 eine Juniorprofessur für Ur- und Frühgeschichte am Institut für Archäologische Wissenschaften der Ruhr-Universität Bochum. Nach Rufen 2013 auf eine Professur für Ur- und Frühgeschichte an der Universität zu Köln und für Ur- und Frühgeschichte an der Friedrich-Alexander-Universität Erlangen-Nürnberg nahm er 2013 eine Professur am Institut für Ur- und Frühgeschichte der Universität zu Köln an.
Im Rahmen seiner Forschungen zur Siedlungsarchäologie der Bronzezeit (insbesondere in Mittel- und Südosteuropa) führte Kienlin Ausgrabungen in Rumänien und auf bronzezeitlichen Tellsiedlungen der Borsod-Ebene im Nordosten Ungarns durch unter Anwendung geophysikalischer Prospektionsmethoden. Kienlin widmete sich ferner mit dem Curt-Engelhorn-Zentrum Mannheim der absoluten Chronologie des Fundortes Troia in der Türkei. Von 1997 bis 1999 war Kienlin Mitglied des Troia-Projekts der Universität Tübingen und führte auch hier geomagnetische Prospektionen durch.

## Mitgliedschaften (Auswahl)
- Korrespondierendes Mitglied des Deutschen Archäologischen Instituts
- 2009 bis 2012 assoziiertes Mitglied im Zentrum für Mittelmeerstudien an der Ruhr-Universität Bochum

## Publikationen (Auswahl)
- Mitherausgeber: Universitätsforschungen zur prähistorischen Archäologie. Kölner Beiträge zu Archäologie und Kulturwissenschaften. Cologne Contributions to Archaeology and Cultural Studies
- mit Thomas Stöllner und Wolfgang Ebel-Zepezauer Hrsg.: Bochumer Forschungen zur Ur- und Frühgeschichtlichen Archäologie, 2008 bis 2013.
- mit Klára P. Fischl (Hrsg.): Beyond Divides. The Otomani-Füzesabony Phenomenon. Current Approaches to Settlement and Burial in the North-eastern Carpathian Basin and Adjacent Areas (= Universitätsforschungen zur prähistorischen Archäologie Band 345). Habelt, Bonn 2019.
- mit Tamás Pusztai: Borsod Region Bronze Age Settlement (BORBAS). Catalogue of the Early to Middle Bronze Age Tell Sites Covered by Magnetometry and Surface Survey (= Universitätsforschungen zur prähistorischen Archäologie Band 317). Habelt, Bonn 2018.
- mit L. C. Koch (Hrsg.): Emotionen. Perspektiven auf Innen und Außen. Cologne Contributions to Archaeology and Cultural Studies Band 2 (= Universitätsforschungen zur prähistorischen Archäologie Band 305). Habelt, Bonn 2017.
- Fremdheit. Perspektiven auf das Andere (= Universitätsforschungen zur prähistorischen Archäologie Band 264. Kölner Beiträge zu Archäologie und Kulturwissenschaften Band 1). Habelt, Bonn 2015, ISBN 978-3-7749-3950-9.
- mit Ben W. Roberts (Hrsg.): Metals and Societies. Studies in Honour of Barbara S. Ottaway (= Universitätsforschungen zur Prähistorischen Archäologie Band 169). Habelt, Bonn 2009, ISBN 978-3-7749-3631-7.
- Frühes Metall im nordalpinen Raum : eine Untersuchung zu technologischen und kognitiven Aspekten früher Metallurgie anhand der Gefüge frühbronzezeitlicher Beile. 2 Teile (= Universitätsforschungen zur prähistorischen Archäologie, Band 162; zugleich Dissertation Universität Tübingen). Habelt, Bonn 2008, ISBN 978-3-7749-3410-8.
- Tobias L. Kienlin: Frühes Metall im nordalpinen Raum: Eine Untersuchung zu technologischen und kognitiven Aspekten früher Metallurgie anhand der Gefüge frühbronzezeitlicher Beile. In: Archäologische Informationen. Band 27, 2004, S. 187–194, doi:10.11588/ai.2004.1.16825 (journals.ub.uni-heidelberg.de [PDF; 5,9 MB; abgerufen am 24. März 2020]).
- (Hrsg.): Die Dinge als Zeichen. Kulturelles Wissen und materielle Kultur. Internationale Fachtagung an der Johann Wolfgang Goethe-Universität Frankfurt am Main 3.–5. April 2003 (= Universitätsforschungen zur Prähistorischen Archäologie Band 127). Habelt, Bonn 2005, ISBN 3-7749-3317-0.
- mit Ulrich Veit und Christoph Kümmel (Hrsg.): Spuren und Botschaften. Interpretationen materieller Kultur (= Tübinger Archäologische Taschenbücher Band 4). Waxmann Verlag, Münster 2003, ISBN 3-8309-1229-3.
- mit Beat Schweizer: Das Troia-Symposium in Tübingen. Eine Diskussion um Geschichte und Archäologie. In: Hephaistos Band 19/20, 2001/2002 (2003), S. 7–38.
- Vom Stein zur Bronze. Zur soziokulturellen Deutung früher Metallurgie in der englischen Theoriediskussion. Leidorf,  Rahden/Westfalen 1999.

## Einzelbelege
1. ↑  Deutsche Nationalbibliothek, abgerufen am 26. März 2021